# Predazzo
Predazzo /pre'da:tʦo/ là một đô thị ở tỉnh Trento ở vùng Trentino-Alto Adige/Südtirol của Ý, tọa lạc cách 45 km về phía đông bắc của Trento. Tại thời điểm ngày 31 tháng 12 năm 2004, đô thị này có dân số 4.391 người và diện tích là 109.9 km².
Đô thị Predazzo có các frazioni (đơn vị trực thuộc, chủ yếu là các làng) Bellamonte, Mezzavalle and Paneveggio.
Predazzo giáp các đô thị: Welschnofen, Deutschnofen, Moena, Tesero, Panchià, Ziano di Fiemme, Siror, Canal San Bovo và Tonadico.